# Brachycyrtus primus
Brachycyrtus primus är en stekelart som först beskrevs av Morley 1912.  Brachycyrtus primus ingår i släktet Brachycyrtus och familjen brokparasitsteklar. Inga underarter finns listade.